# Яндекс.Таксі

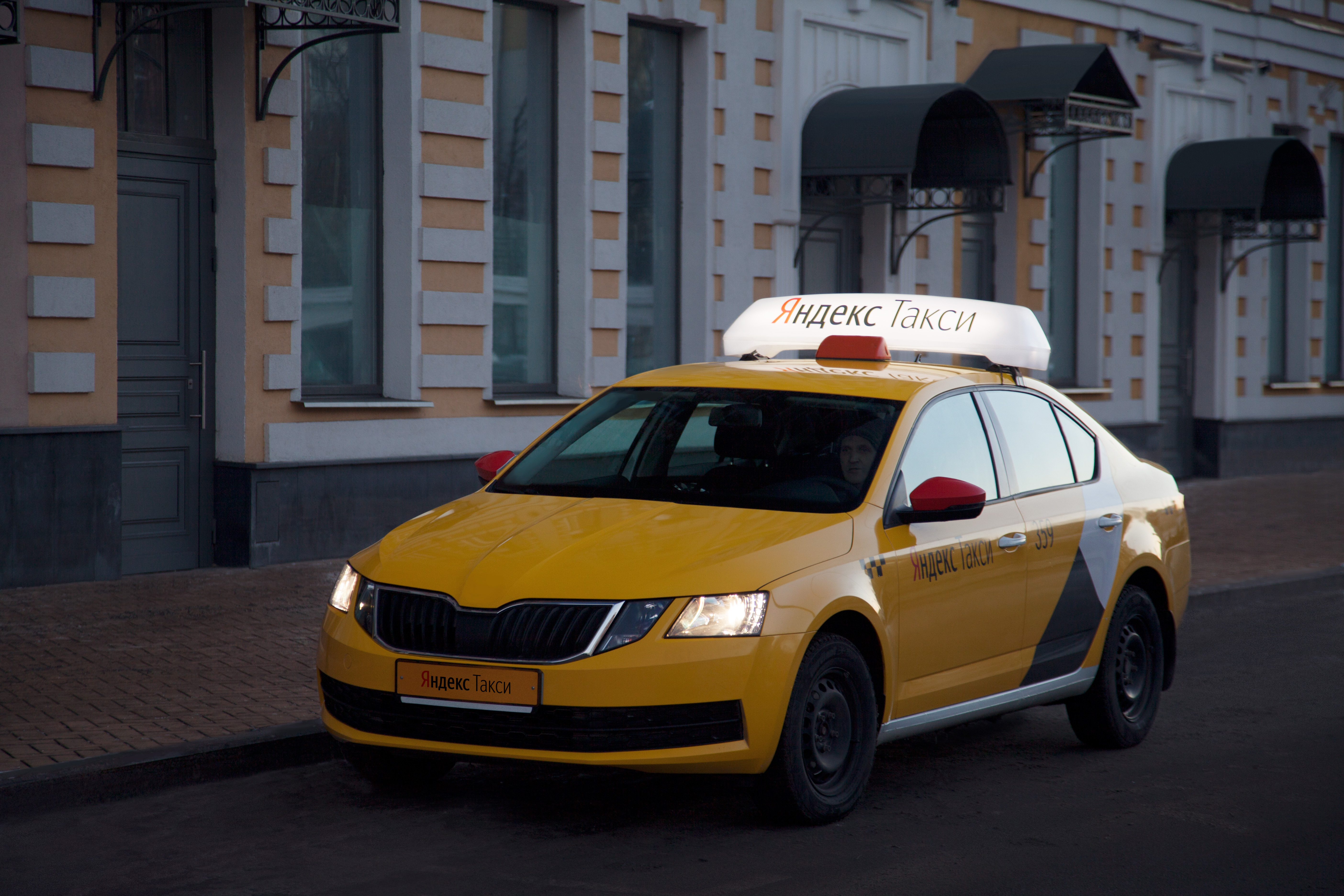
Автомобіль Таксі, Москва

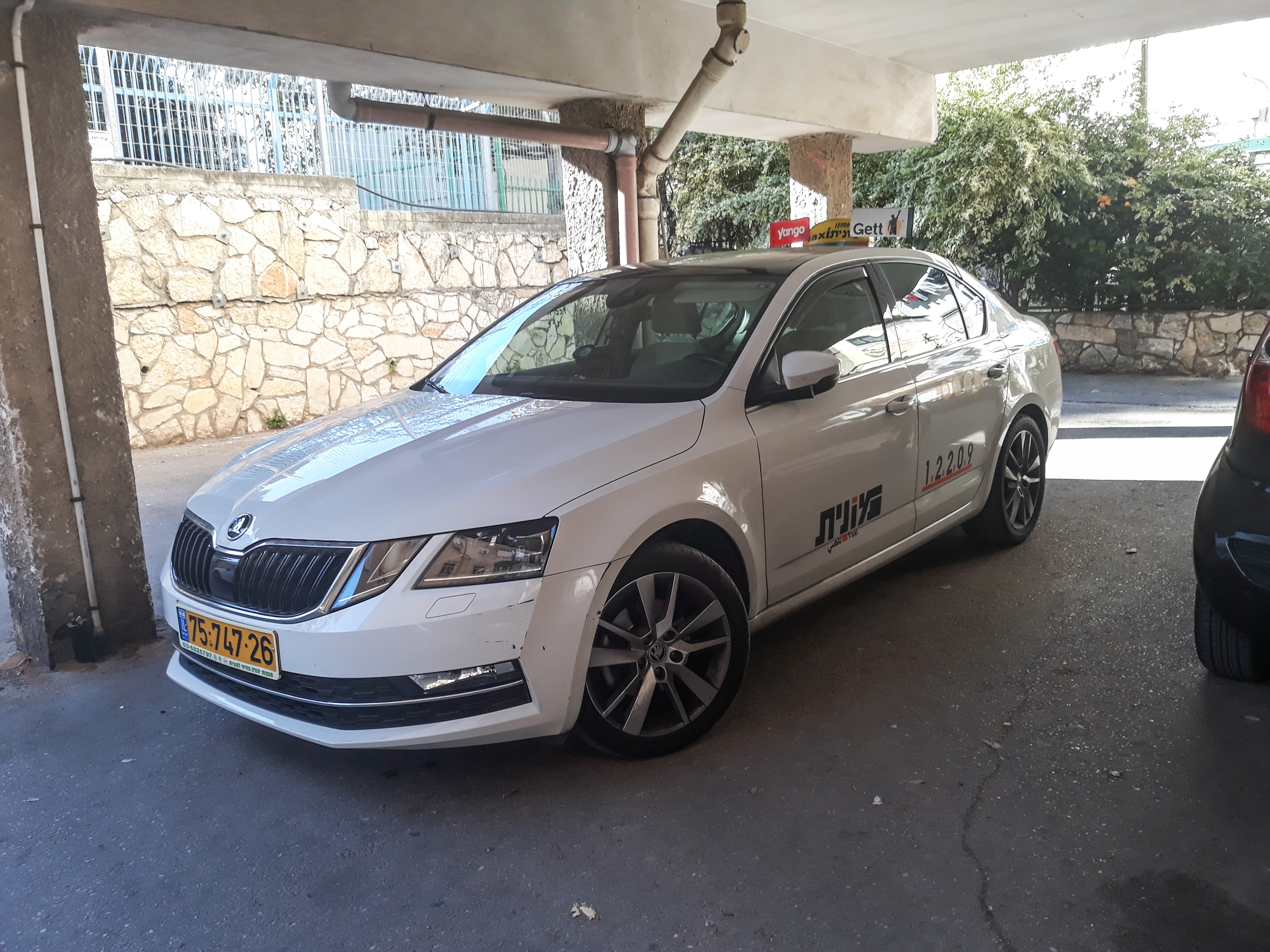
Таксі в Ізраїлі, яке працює з Яндекс. Таксі та з Gett

Яндекс. Таксі або Yandex.Taxi (рос. Яндекс.Такси) — одна із самостійних бізнес-одиниць «Яндекса», заборонена в Україні, що пропонує сервіси агрегатора таксі й доставки їжі та продуктів, а також мобільні додатки до них. Штаб-квартира компанії розташована в Москві.

## Історія
Лев Волож, старший син співзасновника «Яндекса» Аркадія Воложа, став першим керівником «Яндекс. Таксі» з 2011 року. У січні 2015 року «Яндекс» купив сервіс «Рос Таксі», який дозволяв таксопаркам приймати і розподіляти замовлення.
У липні 2017 року «Яндекс» і «Uber» підписали угоду про об'єднання бізнесу й сервісів по онлайн-замовлення таксі в Росії і країнах СНД. В операцію зі злиття «Яндекс» вклав 100 млн доларів і свої технології картографічного сервісу, а Uber — 225 млн доларів грошима та глобальний досвід «Uber» як світового лідера серед онлайн-сервісів для замовлення перевезень. Спільна компанія отримала право використання брендів як «Uber», так і «Яндекс». За умовами угоди об'єднану компанію оцінювали в 3,7 млрд доларів. «Яндексу» належали 59,3 % нової компанії, 36,6 % — Uber, а 4,1 % — співробітникам нової компанії.
6 серпня 2018 року «Яндекс. Таксі» придбав розробника онлайн-сервісів для управління таксопарками «Оптеум». Сервіс дозволяє оптимізувати роботу в таксопарках.
З літа 2019 року «Яндекс. Таксі» планував купити програмне забезпечення і колл-центри, що належать групі компаній «Везе» (рос. «Везёт»). У квітні 2020 року діяльність у цьому напрямку була припинена.
19 серпня 2020 року запустили «Яндекс Go», який об'єднав відразу кілька сервісів «Яндекса» в єдиному додатку. Крім онлайн-замовлення таксі, додаток об'єднує сервіси каршерингу, замовлення їжі, експрес-доставку продуктів, відстеження руху громадського транспорту і вантажоперевезення.

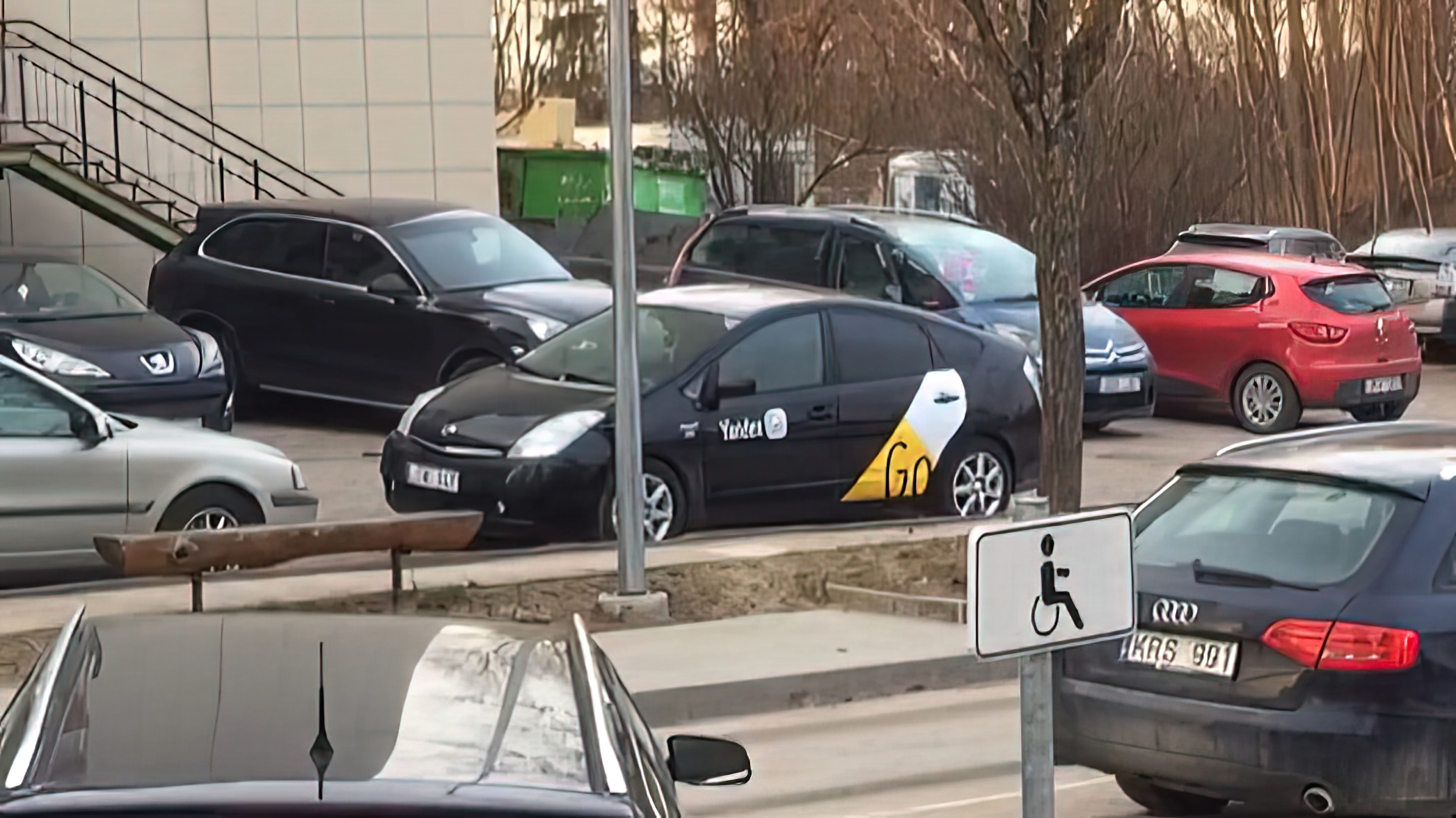
Автомобіль «Яндекс Go» в Лентваріс, Литва

У лютому 2021 року стало відомо, що група компаній «Яндекс. Таксі» купує колл-центри і бізнес на замовлення вантажоперевезень групи компаній «Везе». Вартість операції складе 178 мільйонів доларів, частина коштів буде виплачена за підсумками інтеграції в другому кварталі 2021 року. У результаті угоди користувачі «Везе» зможуть продовжувати викликати таксі телефоном, а користувачам додатків «Везе» запропонують використовувати додаток «Яндекс Go».

## Географія
| Країна      | Дата появи                  | Примітка                              |
| ----------- | --------------------------- | ------------------------------------- |
| Росія       | 2011                        | Жовтень 2011                          |
| Білорусь    | 25 лютого 2016              |                                       |
| Вірменія    | 1 липня 2016                |                                       |
| Казахстан   | 28 липня 2016               |                                       |
| Грузія      | 26 серпня 2016              |                                       |
| Україна     | 25 жовтня 2016              | Роботу сервісу заборонили у 2017 році |
| Молдова     | 25 липня 2017               |                                       |
| Киргизстан  | 9 листопада 20174[джерело?] |                                       |
| Латвія      | 15 березня 20183[джерело?]  |                                       |
| Узбекистан  | 4 квітня 2018               |                                       |
| Сербія      | 5 червня 2018               |                                       |
| Литва       | 26 липня 2018               |                                       |
| Естонія     | 1 травня 2018               |                                       |
| Кот-д'Івуар | 4 жовтня 2018               |                                       |
| Фінляндія   | 9 листопада 2018            | Бренд Yango                           |
| Ізраїль     | 10 грудня 2018              | Бренд Yango                           |
| Гана        | 6 червня 2019               | Бренд Yango                           |
| Румунія     | 27 червня 2019              | Бренд Yango                           |

У травні 2017 року компанія «Яндекс» потрапила до списку санкцій України. У березні 2019 щодо «Яндекса» продовжили раніше запроваджені санкції та додали нові терміном на три роки; діяльність компанії і доступ до її сайтів на території України заблокували.

## Фінансові результати
|                               | 2013  | 2014  | 2015  | 2016    | 2017    | 2018    | 2019    |
| Виторг, млн руб.              | ↑ 112 | ↑ 327 | ↑ 984 | ↑ 2313  | ↑ 4891  | ↑ 19213 | ↑ 38045 |
| Скоригований EBITDA, млн руб. | ↑ 57  | ↑ 217 | ↓ 136 | ↓ -2125 | ↓ -8009 | ↑ -4530 | ↑ 542   |

Швидке зростання виторгу компанії пов'язане з розширенням асортименту послуг і активним просуванням їх у мережі Інтернет.

## Взаємодія з водіями і пасажирами
У разі скарги пасажира «Яндекс. Таксі» на водія закриває водієві доступ до замовлень до завершення розгляду, а у виняткових випадках аккаунт водія можуть заблокувати безстроково. У зв'язку з цим трапляється продаж «фейковий» акаунтів сторонніми для «Яндекс. Таксі» сервісами.
До грудня 2017 року життя та здоров'я пасажирів не були застраховані компанією «Яндекс. Таксі». Представники «Яндекса» стверджували, що не відповідають за ДТП, тому що тільки надають програмне забезпечення для взаємодії таксопарків і клієнтів. У 2016 році відбулося ДТП з вини водія з потерпілим пасажиром, за яке вперше суд поклав відповідальність не тільки на водія і таксопарк, а й на «Яндекс. Таксі».
Дослідження таксомоторних перевезень у Москві 2018 року показало, що «існуючий рівень тарифів і відповідно годинний виторг не дозволяють при дотриманні режимів праці і відпочинку забезпечити встановлену середню заробітну плату для водіїв в Москві». Попри досвід державного регулювання в інших країнах, у Росії спроби регулювання платформних компаній не дають особливого ефекту, спостерігається їхнє укрупнення і посилення.
Для захисту своїх інтересів водії «Яндекс. Таксі» організовують страйки. Страйки в умовах олігополії ніяк не впливають на агрегаторів, бо цінова конкуренція на платформах обмежена, а агрегатори мають асиметричні способи впливу на водіїв. Крім страйків, серед методів протесту також використовують створення фальшивих неоплачуваних замовлень, що призводить до значних ялових пробігів у водіїв, які працюють.
У 2018 році агрегатори різко підвищили розмір комісії (з 18 % до 30 %), що викликало страйки водіїв «Яндекс. Таксі», «Uber» і «Gett». У 2019 році пройшли нові страйки працівників «Яндекс. Таксі». З кінця 2018 року «Яндекс. Таксі» проводить експеримент по введенню гарантованого доходу водіям. Розглядаються кілька механізмів нарахування виплат: заробіток за день за умови виконання певної кількості замовлень або гарантована виплата за годину роботи. Експеримент проводять у декількох регіонах. З запровадженням в деяких регіонах Росії інституту самозайнятості «Яндекс. Таксі» активно схиляє водіїв до реєстрації як самозайнятих. На думку водіїв і профспілки таксистів, це не відповідає інтересам водіїв.
Крім зарплат, водії стикаються з конфліктними пасажирами. У межах дослідження московського ринку таксі методом інтерв'ю РБК «Яндекс. Таксі» посідає перше місце за кількістю конфліктних ситуацій: понад 70 % конфліктів в опитаних користувачів таксі належать до цього сервісу.
У межах користування послугами таксі часто трапляються конфліктні ситуації. Обумовлені вони низкою різноманітних факторів. Наприклад, дорога є одним із джерел стресу і часто водії таксі в таких умовах допускають появу несприятливих ситуацій.
Окрему групу претензій становлять питання, пов'язані зі збитком у результаті ДТП за участю «Яндекс. Таксі», які широко висвітлюють у ЗМІ. Юридичні служби компанії за позовами про компенсації постраждалим займають позицію, що «Яндекс. Таксі» всього лише інформаційний сервіс.
Сервіс «Яндекс. Таксі» по одному листу із зазначенням номера видав поліції дані про поїздки користувача, яким виявився журналіст Іван Голунь. Справа розкрила проблеми захищеності даних про поїздки пасажирів.
Велика кількість водіїв таксі скористалася законом про самозайнятих на території РФ, який набув чинності у 2019 році.

## Безпілотний автомобіль

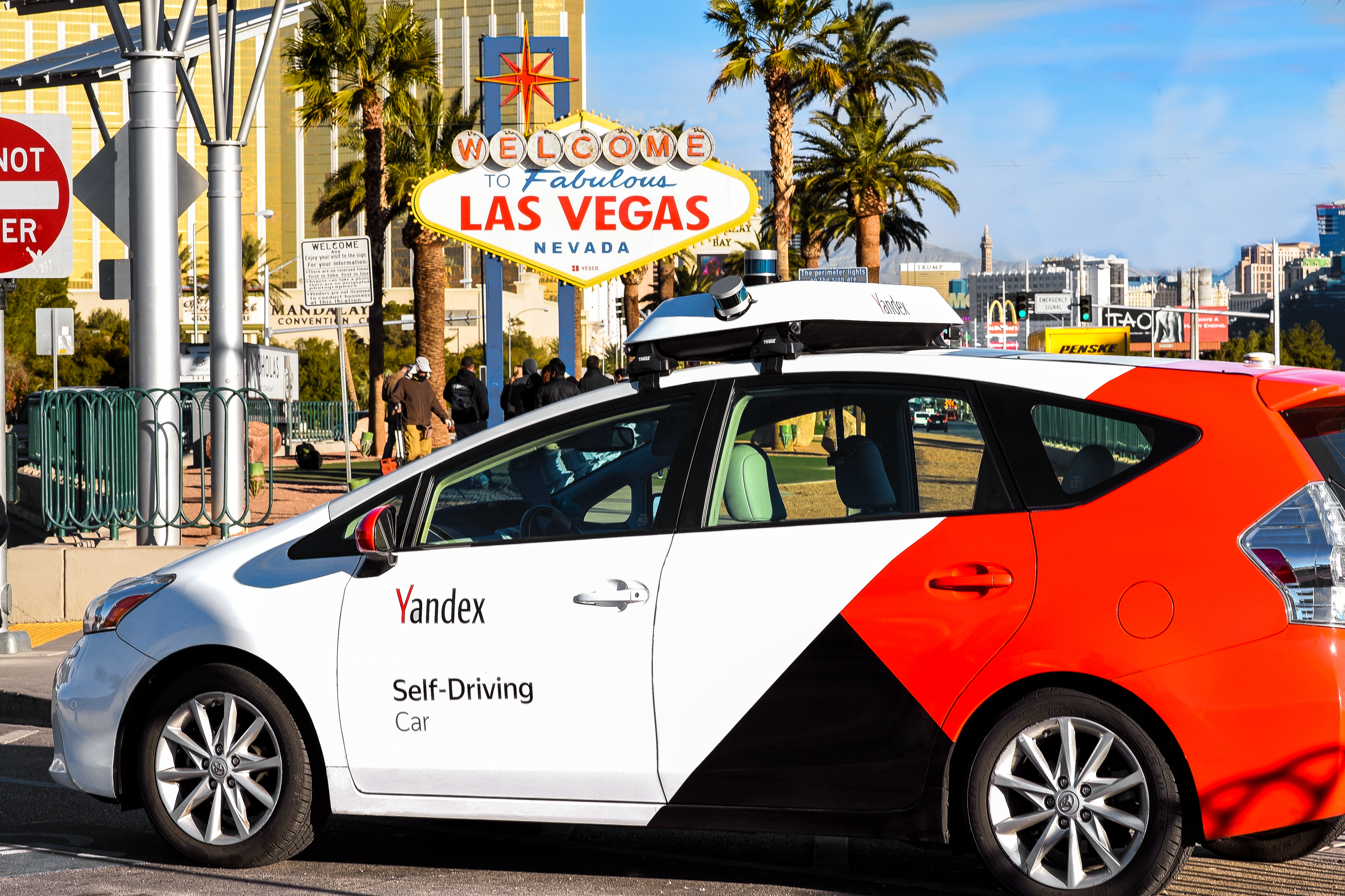
Автомобіль на виставці CES 2019

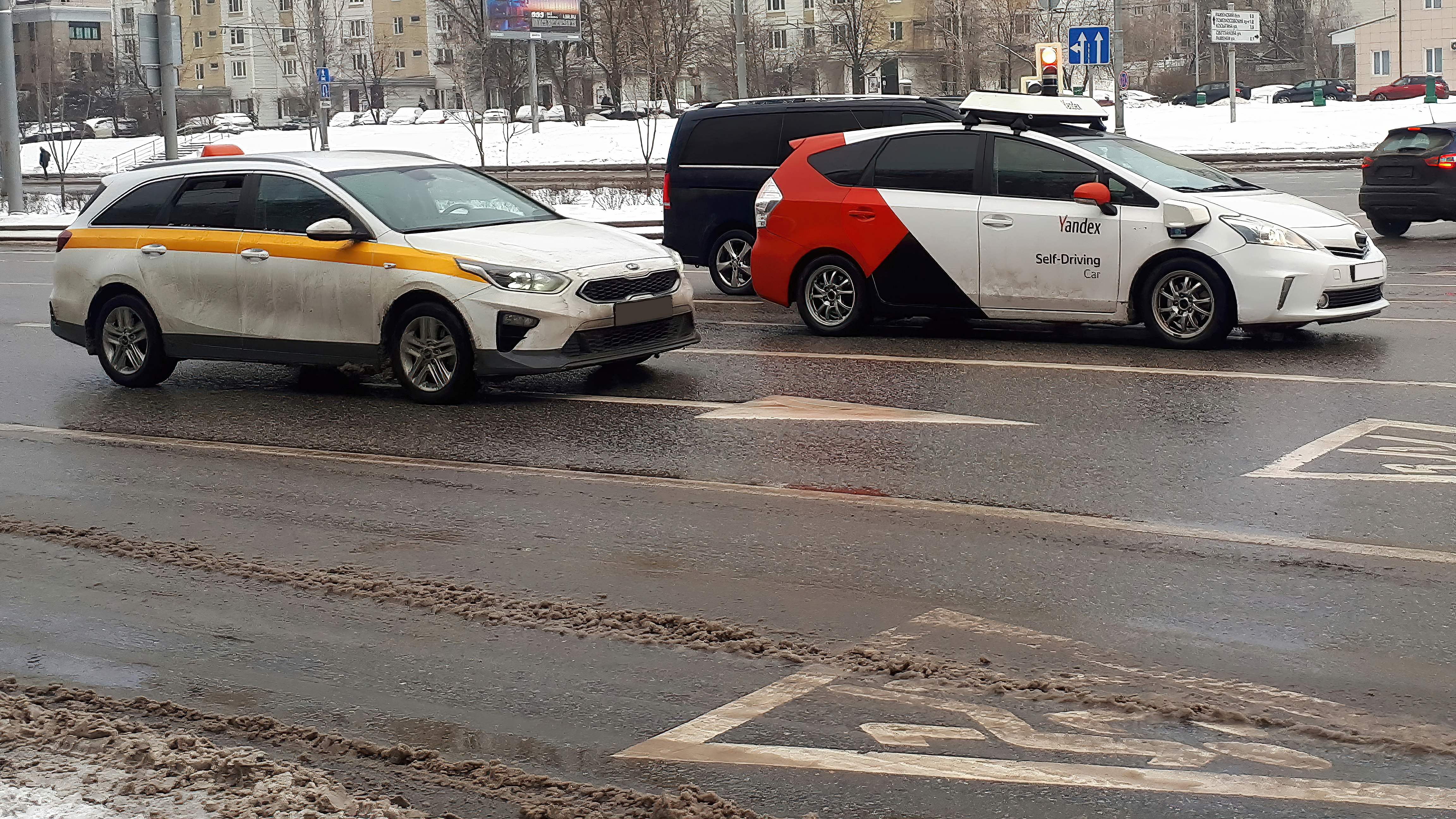
Безпілотний автомобіль від Яндекс проходить перевірку в Москві

У серпні 2018 року «Яндекс» запустив у тестовому режимі сервіс роботаксі в місті Іннополісі. Сервіс доступний для жителів міста: безпілотне таксі можна викликати через додаток «Яндекс. Таксі». Поїздки проходять з порожнім кріслом водія, інженер-випробувач займає пасажирське місце. До лютого 2020 року було здійснено понад 5 тисяч поїздок.
Станом на вересень 2019 року загальний пробіг безпілотних автомобілів «Яндекса» склав 1 млн км (з них 900 000 здійснили у 2019 році).